# Oreopanax incisus
El candelabro (Oreopanax incisus) es una especie de fanerógama en la familia de las Araliaceae.

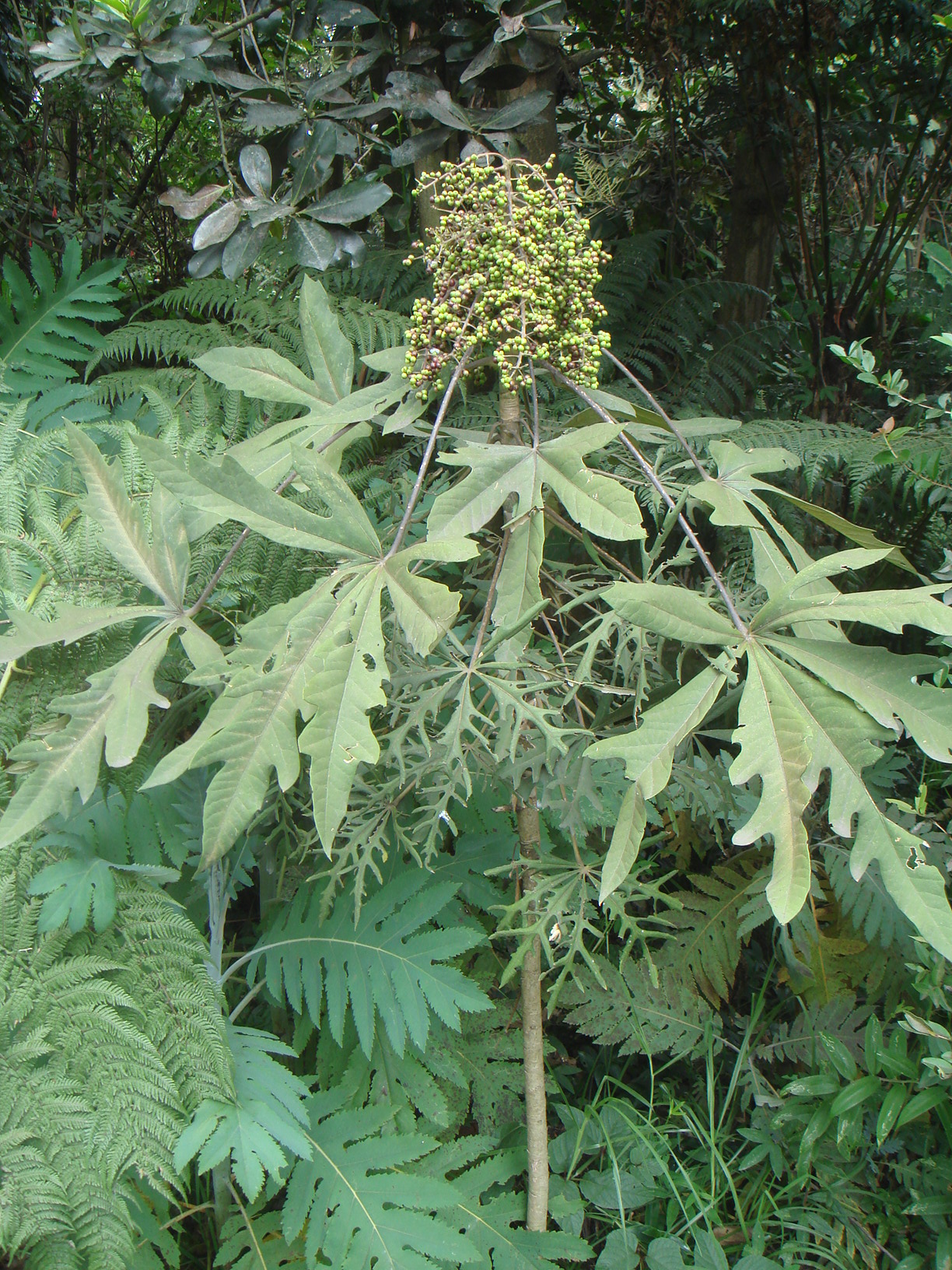
Vista de la planta

## Distribución
Es un arbusto o árbol endémico de Colombia, donde es un arbusto característico de los altos Andes en la Cordillera Occidental conde se encuentra a una altitud de 2000 a 2900 metros.

## Descripción
Alcanza la altura de 25 m. Su corteza es de color gris parduzco. Las hojas crecen horizontalmente, alternas, palmeadas, profundamente lobuladas (con 4 a 8 lóbulos), coriáceas, de textura acartonada; de 25 cm de longitud por 40 cm de ancho; con pecíolos conspicuos, dilatados en la base de color ferrugíneo en el envés y 45 cm de largo. Inflorescencia terminal en densas panículas de hasta 50 cm de largo. Flores sésiles con 5 pétalos amarillentos a blancos. Frutos globosos brillantes, de 5 a 8 mm de diámetro, rojos o morados al madurar. Semillas color marrón laro, alargadas, de 3,7 a 6 mm de largo y de 2 a 4 mm de ancho.

## Usos
Su madera es utilizada para fabricar guitarras, utensilios de cocina y cajas para dulces.

## Taxonomía
Oreopanax incisus fue descrita por (Willd. ex Schult.) Decne. & Planch. y publicado en Revue Horticole 16: 108. 1854.
Etimología
Oreopanax: nombre genérico que deriva de las palabras griegas: oreos = "montaña" y panax = "Panax".
incisus: epíteto latíno que significa "inciso, cortada profundamente".
Sinonimia
- Aralia floribunda Kunth
- Aralia incisa Willd. ex Schult.
- Hedera floribunda (Kunth) DC.
- Oreopanax floribundum (Kunth) Decne. & Planch.
- Oreopanax floribundus (Kunth) Decne. & Planch.[7][8]